# ویلانووا دل باتیستا
ویلانووا دل باتیستا (به ایتالیایی: Villanova del Battista) یک کومونه در ایتالیا است که در استان آولینو واقع شده‌است. ویلانووا دل باتیستا ۲۰ کیلومتر مربع مساحت و ۱٬۸۱۷ نفر جمعیت دارد و ۷۴۶ متر بالاتر از سطح دریا واقع شده‌است.